# Dmitrij Trapeznikov
Dmitrij Trapeznikov, född 12 april 1981 i Krasnodar, var tillförordnad president för den självutropade Folkrepubliken Donetsk efter mordet på Aleksandr Zachartjenko 2018. Trapeznikov satt på presidentposten en vecka till Denis Pusjilin övertog posten.
I september 2019 utsågs han till borgmästare i Elista, huvudstad i Kalmuckien.